# Zdob și Zdub
Zdob și Zdub (z rumunské onomatopoie ke zvuku bubnů) je moldavská rocková skupina, založená v roce 1994. Skupina třikrát reprezentovala Moldavsko na Eurovision Song Contest – poprvé v roce 2005 v Kyjevě získala 6. místo, v roce 2011 v Düsseldorfu získala 12. místo a v roce 2022 v Turíně získala 7. místo.

## Historie

### 1994
Skupina byla založena ve městě Strășeni (moldavská výslovnost: [strəˈʃenʲ]). V listopadu 1994 bylo natočeno první demo a skupina prošla výběrem festivalu Учитесь плавать-1 (z ruského: "naučte se plavat – 1") v Moskvě, kde poprvé vystoupila pod názvem Zdob și Zdub.

### 1996
V červenci se Zdob și Zdub zúčastnili festival Учитесь плавать-2 (z ruského „naučte se plavat – 2“), kde vystoupili na rozehřátí skupiny Rage Against the Machine. Pro tento festival byla nahraná nová píseň Hardcore Moldovenesc, která se stala hitem a díky ní skupina získala popularitu. Později Zdob și Zdub nahráli celé album Hardcore Molovenesc, a podepsali smlouvu s FeeLee.

### 1997
V květnu skupina nahrála druhé album Tabăra Noastră (z moldavského: "Náš tábor").

### 2000–2004
Skupinu Zdob și Zdub uznal petrohradský časopis FUZZ za nejlepší live-skupinu roku 2000. 12. října 2001 v Moskvě se konala prezentace nového alba Agroromantica. 24. listopadu 2003 se objevilo album „450 овец“ (z ruského „450 ovcí“). V tomto albu je nejpopulárnější kompozice  DJ Vasile. V roce 2010 byla tato skladba znovu prezentována v ukrajinském a ruském jazyce. V červnu 2004 se album 450 овец dostalo do World Music Chart Europe na 12. místo.

### 2005
Na jaře skupina reprezentovala Moldavsko na Eurovision Song Contest písní „Bunica Bate Doba“ (z moldavského „Babička tluče buben") a získala 6. místo.

### 2011
26. února skupina získala právo představit Moldavsko na Eurovision Song Contest s písní „So Lucky“, která se dostala do finále a s 97 body získala 12. místo.

### 2012
V lednu skupina vydala album Basta Mafia!.

### 2022
V lednu byli potřetí zvoleni jako reprezentanti Moldavska na Eurovision Song Contest s písní „Trenulețul“. S 253 body se ve finále umístili na 7. místě.

## Diskografie

### Alba
- 1997 – Hardcore Moldovenesc
- 1999 – Tabăra Noastră
- 1999 – Zdubii bateţi tare
- 2000 – Remixes
- 2001 – Agroromantica
- 2002 – От харdкора до романтики
- 2003 – 450 De Oi
- 2006 – Ethnomecanica
- 2010 – Белое Вино/Красное вино
- 2012 – Basta Mafia!
- 2015 – 20 de Veri
- 2019 – Bestiarium

### Singly
- 2005 – „Bunica bate doba“
- 2011 – „So Lucky“
- 2011 – „Running“
- 2018 – „Balkana Mama“
- 2018 – „Omul Liliac“
- 2019 – „India Mă Cheamă“
- 2019 – „Lupul Solitar“
- 2019 – „Colindul Leului“
- 2020 – „Na Iwana Kupalu“
- 2020 – „Tschudo Lilijak“
- 2021 – „Trenulețul“